# Volta a la Comunitat Valenciana 1992
La Volta a la Comunitat Valenciana 1992, cinquantesima edizione della corsa, si svolse dal 18 al 23 febbraio su un percorso di 703 km ripartiti in 6 tappe (la quinta suddivisa in due semitappe), con partenza a Jávea e arrivo a Valencia. Fu vinta dallo spagnolo Melchor Mauri della ONCE davanti all'olandese Erik Breukink e all'italiano Andrea Chiurato.

## Tappe
| Tappa  | Data        | Percorso                                    | km    | Vincitore di tappa     | Leader cl. generale |
| ------ | ----------- | ------------------------------------------- | ----- | ---------------------- | ------------------- |
| 1ª     | 18 febbraio | Jávea > Jávea                               | 125,5 | Johan Museeuw          |                     |
| 2ª     | 19 febbraio | Jávea > Castellá de la Ribera               | 173   | Johan Museeuw          |                     |
| 3ª     | 20 febbraio | Castellá de la Ribera > Alcudia de Crespins | n.d.  |                        |                     |
| 4ª     | 21 febbraio | Alcudia de Crespins > Benicàssim            | 218   | Sean Kelly             |                     |
| 5ª-1ª  | 22 febbraio | Benicàssim > Sagunto                        | 99    | Džamolidin Abdužaparov |                     |
| 5ª-2ª  | 22 febbraio | Sagunto > Sagunto (cron. individuale)       | 14    | Melchor Mauri          |                     |
| 6ª     | 23 febbraio | Valencia > Valencia                         | 73,5  | Džamolidin Abdužaparov | Melchor Mauri       |
| Totale | Totale      | Totale                                      | 703   |                        |                     |

## Dettagli delle tappe

### 1ª tappa
- 18 febbraio: Jávea > Jávea – 125,5 km

| Pos. | Corridore        | Squadra | Tempo    |
| ---- | ---------------- | ------- | -------- |
| 1    | Johan Museeuw    | Lotto   | 2h56'00" |
| 2    | John Talen       | PDM     | s.t.     |
| 3    | Laurent Jalabert | ONCE    | s.t.     |

| Pos. | Corridore | Squadra | Tempo |
| ---- | --------- | ------- | ----- |

### 2ª tappa
- 19 febbraio: Jávea > Castellá de la Ribera – 173 km

| Pos. | Corridore            | Squadra        | Tempo    |
| ---- | -------------------- | -------------- | -------- |
| 1    | Johan Museeuw        | Lotto          | 4h24'50" |
| 2    | Laurent Jalabert     | ONCE           | s.t.     |
| 3    | Juan Carlos González | Puertas Mavisa | s.t.     |

| Pos. | Corridore | Squadra | Tempo |
| ---- | --------- | ------- | ----- |

### 4ª tappa
- 21 febbraio: Alcudia de Crespins > Benicàssim – 218 km

| Pos. | Corridore            | Squadra        | Tempo    |
| ---- | -------------------- | -------------- | -------- |
| 1    | Sean Kelly           | Festina-Lotus  | 6h02'08" |
| 2    | Juan Carlos González | Puertas Mavisa | s.t.     |
| 3    | Jesper Skibby        | TVM-Sanyo      | s.t.     |

| Pos. | Corridore | Squadra | Tempo |
| ---- | --------- | ------- | ----- |

### 5ª tappa - 1ª semitappa
- 22 febbraio: Benicàssim > Sagunto – 99 km

| Pos. | Corridore              | Squadra | Tempo    |
| ---- | ---------------------- | ------- | -------- |
| 1    | Džamolidin Abdužaparov | Carrera | 2h16'15" |
| 2    | Johan Museeuw          | Lotto   | s.t.     |
| 3    | Laurent Jalabert       | ONCE    | s.t.     |

| Pos. | Corridore | Squadra | Tempo |
| ---- | --------- | ------- | ----- |

### 5ª tappa - 2ª semitappa
- 22 febbraio: Sagunto > Sagunto (cron. individuale) – 14 km

| Pos. | Corridore     | Squadra | Tempo  |
| ---- | ------------- | ------- | ------ |
| 1    | Melchor Mauri | ONCE    | 17'19" |
| 2    | Frans Maassen | Buckler | a 8"   |
| 3    | Erik Breukink | PDM     | a 10"  |

| Pos. | Corridore | Squadra | Tempo |
| ---- | --------- | ------- | ----- |

### 6ª tappa
- 23 febbraio: Valencia > Valencia – 73,5 km

| Pos. | Corridore              | Squadra        | Tempo    |
| ---- | ---------------------- | -------------- | -------- |
| 1    | Džamolidin Abdužaparov | Carrera        | 1h34'20" |
| 2    | Laurent Jalabert       | ONCE           | s.t.     |
| 3    | Juan Carlos González   | Puertas Mavisa | s.t.     |

| Pos. | Corridore       | Squadra  | Tempo     |
| ---- | --------------- | -------- | --------- |
| 1    | Melchor Mauri   | ONCE     | 17h30'52" |
| 2    | Erik Breukink   | PDM      | a 10"     |
| 3    | Andrea Chiurato | Gatorade | a 13"     |

## Classifiche finali

### Classifica generale
| Pos. | Corridore       | Squadra             | Tempo     |
| ---- | --------------- | ------------------- | --------- |
| 1    | Melchor Mauri   | ONCE                | 17h30'52" |
| 2    | Erik Breukink   | PDM-Ultima-Concorde | a 10"     |
| 3    | Andrea Chiurato | Gatorade            | a 13"     |